# SEPTA Route 100
| SEPTA Route 100                                                                       | SEPTA Route 100                              |
| ------------------------------------------------------------------------------------- | -------------------------------------------- |
| Triebwagen der Reihe N-5 an der Haltestelle Gulph Mills in Upper Merion Township, PA. |                                              |
| Streckenlänge:                                                                        | 21,56 km                                     |
| Spurweite:                                                                            | 1435 mm (Normalspur)                         |
| Stromsystem:                                                                          | 600 V =                                      |
|                                                                                       |                                              |
| Stromzuleitung:                                                                       | seitliche, von oben bestrichene Stromschiene |
| Eröffnung:                                                                            | 22. Mai 1907 (erster Abschnitt)              |
| Stationen:                                                                            | 22                                           |

Die SEPTA Route 100, auch bekannt als Norristown High-Speed Line, ist ein Schienenpersonennahverkehrssystem im US-Bundesstaat Pennsylvania. Es verbindet zwei Vororte Philadelphias miteinander, Upper Darby Township im Westen und Norristown im Nordwesten. Die Verbindung ist 13,4 Meilen (21,56 Kilometer) lang, hat 22 Stationen und wird von der Southeastern Pennsylvania Transportation Authority (SEPTA) betrieben.
Die Philadelphia and Western Railway Company eröffnete am 22. Mai 1907 die Strecke von Upper Darby, 69. Straße, bis Strafford. Von dieser Strecke bei Villanova abzweigend wurde am 26. August 1912 die Bahn nach Norristown in Betrieb genommen. Nach Fertigstellung einer Gleisverbindung befuhr die Strecke ab dem 12. Dezember 1912 auch die Lehigh Valley Transit Company die Strecke von Norristown bis Upper Darby mit ihren Triebwagen aus Allentown. Dies endete am 24. September 1949. Die Strecke von Villanova nach Strafford wurde später stillgelegt.
Die Route 100 verwendet Konzepte sowohl von U-Bahn- wie auch von Interurban-Systemen. Die Strecke ist einerseits durchgehend zweigleisig und kreuzungsfrei angelegt und verfügt über Hochbahnsteige und Stromschienen. Andererseits liegt sie außerhalb der am dichtesten bebauten Gebiete, die Züge sind Solotriebwagen und fahren nur in Einfach- oder Doppeltraktion; Halt erfolgt nur auf Anforderung und mit kontrolliertem Einstieg. Im Gegensatz zu den meisten anderen Interurban-Vorortbahnen im Westen Philadelphias ist die Strecke dieser Linie nicht in der Pennsylvania-Breitspur (1581 mm), sondern in Normalspur angelegt worden.